# El Molle
El Molle es una localidad ubicada en el Valle de Elqui, Región de Coquimbo, Chile. Ubicado a unos 32 kilómetros de la ciudad de La Serena. Se llega por la Ruta 41 y pertenece en la comuna de Vicuña.

## Historia
En este sector se encontró el primer pueblo agroalfarero prehispánico del Norte Chico chileno, el cual habitó desde el siglo III a. C. hasta el siglo VIII. Dicho asentamiento indígena fue descubierto por Francisco Cornelly en el año 1938.
Además en el pueblo se encuentra la casa de retiro de los Salesianos de la Escuela Industrial Salesiana San Ramón.

## Economía
El Molle: Naturaleza, cielos limpios y desconexión que dan la bienvenida al Valle del Elqui
A tan sólo 34 km, de La Serena, y a unos 20 minutos del Aeropuerto La Florida, entre el mar y la cordillera, la localidad de El Molle da la bienvenida a quienes visitan el Valle del Elqui. Si se está en búsqueda de naturaleza, buen clima y gastronomía para un paladar exigente, este es el lugar adecuado. 
Cuna de la cultura prehispánica, aquí se encontraron los primeros vestigios arqueológicos de la cultura Molle, primeros alfareros en el norte semiárido y antecesores de los Diaguitas.
Una iglesia patrimonial, una dulcería con más de 40 años de historia, cerros y rutas para conocer practicando trekking o bicicleta, acompañan a los centros turísticos del más alto nivel visitados por turistas provenientes de Chile y de distintas partes del mundo; como son Las Vertientes, Refugio El Molle y Casa Molle. Unidos ofrecen una experiencia que conecta con la naturaleza viva en su mejor expresión; con astroturismo, turismo de bienestar, enoturismo, turismo cultural, turismo gastronómico y turismo aventura.
Actividades al aire libre:
En El Molle se pueden realizar una gran cantidad de actividades al aire libre, donde destaca la Ruta Elqui Pedaleable por la ex línea férrea del Tren Elquino, que unía las ciudades de La Serena y Vicuña. Puedes realizar dos tramos de interés: el primero de ellos, El Molle – Marquesa, donde tendrás una apreciación a la flora nativa del Valle de Elqui, el segundo tramo es desde El Molle a la cortina del Embalse Puclaro, con vistas panorámicas al Valle y podrás pedalear por antiguos túneles construidos a fines del 1.800.
Otras actividades de interés es el senderismo a los cerros cercanos, donde destaca el Cerro La Fortaleza, antigua construcción de los pueblos originarios, que se utilizaba como pukara de defensa para proteger la zona. También puedes realizar escalada en rocas en las cercanías de El Almendral, sitio que cuenta con uno de los spot más reconocidos en Chile para la práctica de este deporte. 
Las cuentas oficiales del destino son:
Sitio web: www.elmolle.travel
Facebook: elmolle.travel
Instagram: @elmolle.travel